# Janarde
Janarde ist ein Ort und eine ehemalige Gemeinde in Portugal.

## Geschichte
Der Ort verfügte im 17. Jahrhundert bereits über eine eigene Kirche, wurde jedoch erst am 10. Dezember 1803 eine eigenständige Gemeinde, nach anhalten Forderungen aus der Bevölkerung, die nicht mehr zur Gemeinde Alvarenga mit dem relativ weit entfernten Hauptort gehören wollte.
Anfang des 20. Jahrhunderts wurde Janarde erneut Alvarenga angegliedert, um 1936 wieder eigenständig zu werden. Im Zweiten Weltkrieg wurde in 13 Minen im Gemeindegebiet Wolfram gefördert, dass das Salazar-Regime insbesondere an Nazideutschland zur Waffenproduktion lieferte.
Im Zuge der Gebietsreform in Portugal 2013 wurde die Gemeinde Janarde aufgelöst und mit Covelo de Paivó zur neuen Gemeinde Covelo de Paivó e Janarde zusammengefasst.

## Kultur und Sehenswürdigkeiten
Die ursprünglich Capela de Janarde genannte Gemeindekirche Igreja Paroquial de Janarde (nach ihrem Schutzpatron auch Igreja de São Barnabé) wurde im 17. Jahrhundert errichtet. Der einschiffige Sakralbau verfügt über eine angegliederte Hauptkapelle und steht unter Denkmalschutz.
Die Gemeinde liegt in bewaldeter und teils bergiger, vom Paiva und kleineren Zuflüssen durchzogener Landschaft. Wanderwege sind angelegt. Auch ein Flussschwimmbad (port.: praia fluvial) existiert in der Gemeinde.

## Verwaltung
Janarde war Sitz einer eigenständigen Gemeinde (Freguesia) im Kreis (Concelho) von Arouca, im Distrikt Aveiro. In der Gemeinde lebten 119 Einwohner (Stand 30. Juni 2011).
Folgende Ortschaften liegen im Gebiet der ehemaligen Gemeinde:
- Bacelo
- Carvoeiro
- Janarde
- Meitriz
- Póvoa
- Telhe
- Silveira

Im Zuge der Gebietsreform vom 29. September 2013 wurden die Gemeinden Janarde und Covelo de Paivó zur neuen Gemeinde União das Freguesias de Covelo de Paivó e Janarde zusammengefasst. Covelo de Paivó wurde Sitz der neuen Gemeinde.